# Обсерваторія Ейнштейна
Обсерваторія Ейнштейна ( HEAO-2 ) – перша обсерваторія з рентгенівським телескопом з повним зображенням, що була запущена у космос, і друга з трьох Астрономічних Обсерваторій Високих Енергій (HEAO). Перед запуском обсерваторія мала назву HEAO B, а після її успішного виходу на орбіту назву було змінено на честь Альберта Ейнштейна.

## Концепція та дизайн проєкту
Програма Астрономічних Обсерваторій Високих Енергій виникла наприкінці 1960-х років за ініціативи Ради астрономічних місій NASA, яка рекомендувала запустити низку супутникових обсерваторій, присвячених високоенергетичній астрономії. У 1970 році NASA надіслала запит щодо пропозицій з експериментів для польотів на цих обсерваторіях. У результаті, отримала відповідь від команди Ріккардо Джаконні, Герберта Гурського, Джорджа У. Кларка, Еліху Болдта та Роберта Новіка з пропозицією застосування рентгенівського телескопа. NASA затвердила чотири місії в програмі HEAO, в якій рентгенівський телескоп мав стати третьою місією.
Одну з трьох місій програми HEAO було скасовано в лютому 1973 року через бюджетні проблеми NASA. Це призвело до скасування всієї програми, і рентгенівська обсерваторія стала другою місією програми, отримавши призначення HEAO B (пізніше HEAO-2). Запуск обсерваторії планувався в 1978 році.
HEAO-2 був побудований TRW Inc. і відправлений до Центру космічних польотів Маршалла в Гантсвіллі (штат Алабама) для тестування в 1977 році.

## Історія
HEAO-2 було запущено 13 листопада 1978 року з Кейп-Канаверала, штат Флорида, на ракеті Atlas-Centaur SLV-3D на майже круговій орбіті на висоті приблизно 470 км з орбітальним нахилом 23,5 градуса. Супутник був перейменований на обсерваторію Ейнштейна після досягнення орбіти, на честь сторіччя від народження вченого.
Обсерваторія Ейнштейна припинила операції 26 квітня 1981 року через закінчення придатного для використання палива двигуна супутника. Супутник ввійшов у атмосферу Землі та згорів 25 березня 1982 року.

## Обладнання

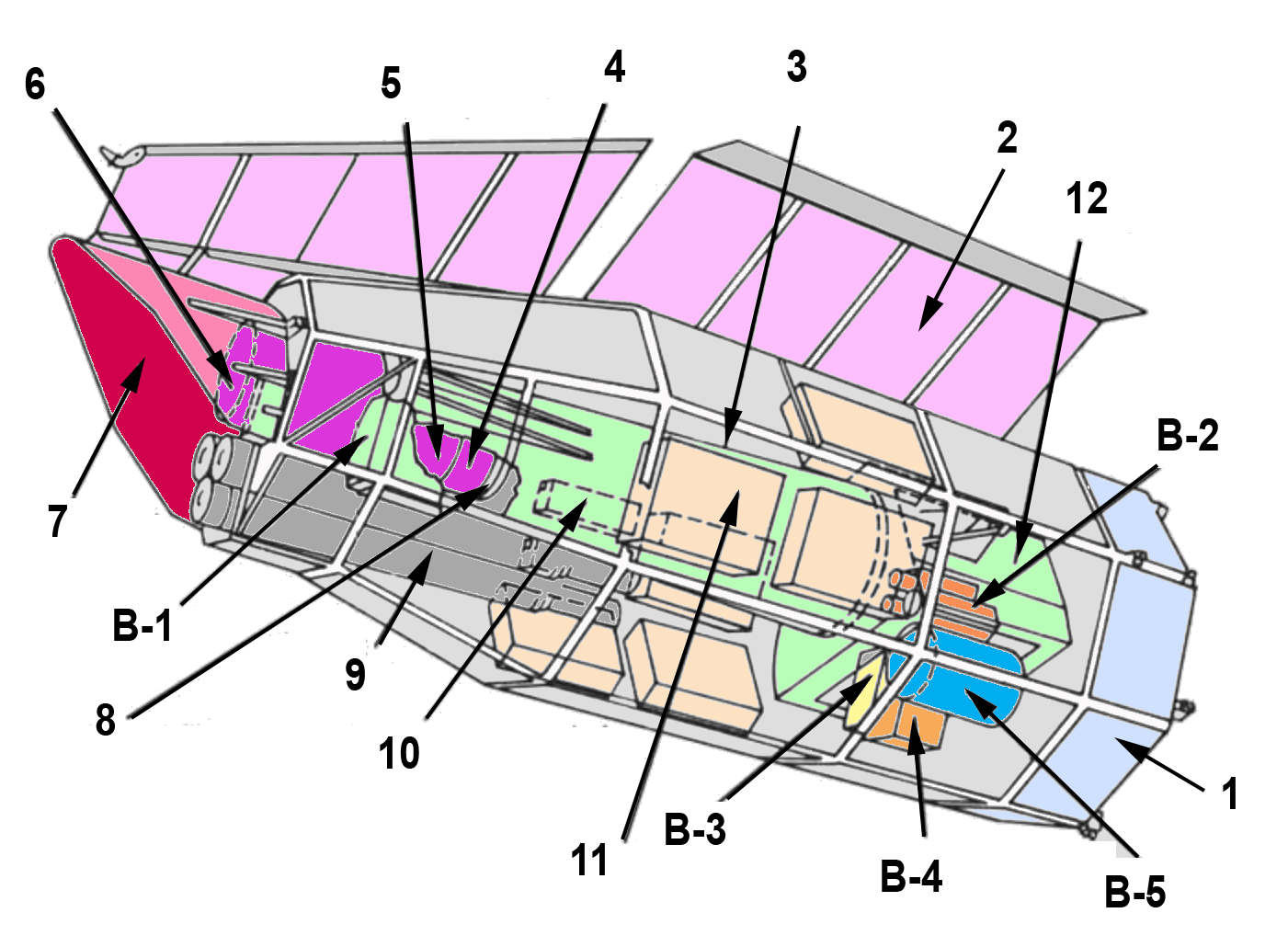
Діаграма HEAO 2: B-1: Газовий пропорційний лічильник, B-2: Камера-детектор високої чіткості, B-3: Кристалічний спектрометр, B-4: Газовий пропорційний лічильник, B-5: Газовий спектрометр, детектор твердого тіла, 1: Платформа/шина, 2: Панель сонячних батарей, 3: Оптична лава, 4: Задній попередній коліматор, 5: Оптика Wolter, 6: Передній попередній коліматор, 7: Сонцезахисний козирок, 8: Фільтри та решітки спектрометра, 9: Шукачі зірок, 10: Розташування зарезервовано для експериментів, 11: Центральна електроніка, 12: Фокальна площина

Обсерваторія Ейнштейна мала одне рентгенівське дзеркало, що фокусувало рентгенівський телескоп, який забезпечував безпрецедентний рівень чутливості. Вона мала чутливі інструменти в енергетичному діапазоні від 0,15 до 4,5 кеВ. У супутнику було встановлено чотири інструменти, встановлені на карусельній композиції, які могли бути повернені в фокусну площину телескопа:
- Камера високої роздільної здатності (HRI) була цифровою рентгенівською камерою, яка охоплювала центральні 25 кутових хвилин фокальної площини. HRI був чутливим до рентгенівського випромінювання від 0,15 до 3 кеВ і мав просторову роздільну здатність ~2 кутові секунди.
- Пропорційний лічильник зображення (IPC) був пропорційним лічильником, що охоплював всю фокальну площину. IPC був чутливий до рентгенівського випромінювання від 0,4 до 4 кеВ і мав просторову роздільну здатність ~1 кутову хвилину.
- Твердотільний спектрометр (SSS) був кремнієвим дрейфовим детектором(інші мови) з кріогенним охолодженням. SSS був чутливий до рентгенівського випромінювання від 0,5 до 4,5 кеВ. Кріоген, який підтримував експлуатаційну температуру SSS, закінчився, як і очікувалося, у жовтні 1979 року.
- Кристалічний спектрометр Брегга у фокальній площині (FPCS) був кристалічним спектрометром Брегга. FPCS був чутливий до рентгенівського випромінювання від 0,42 до 2,6 кеВ.

Крім того, монітор пропорційного лічильника (MPC) був коаксіально встановленим пропорційним лічильником у нефокальній площині, який відстежував потік рентгенівського випромінювання від джерела, яке спостерігалося інструментом активної фокальної площини.
Можна було використовувати два фільтри з детекторами зображень:
- Спектрометр із широкосмуговим фільтром складався з алюмінієвих і берилієвих фільтрів, які можна було помістити в рентгенівський промінь для зміни спектральної чутливості.
- Об'єктивні ґратки спектрометра для пропускання ґраток.

Ріккардо Джакконі був головним дослідником усіх експериментів на борту обсерваторії Ейнштейна.

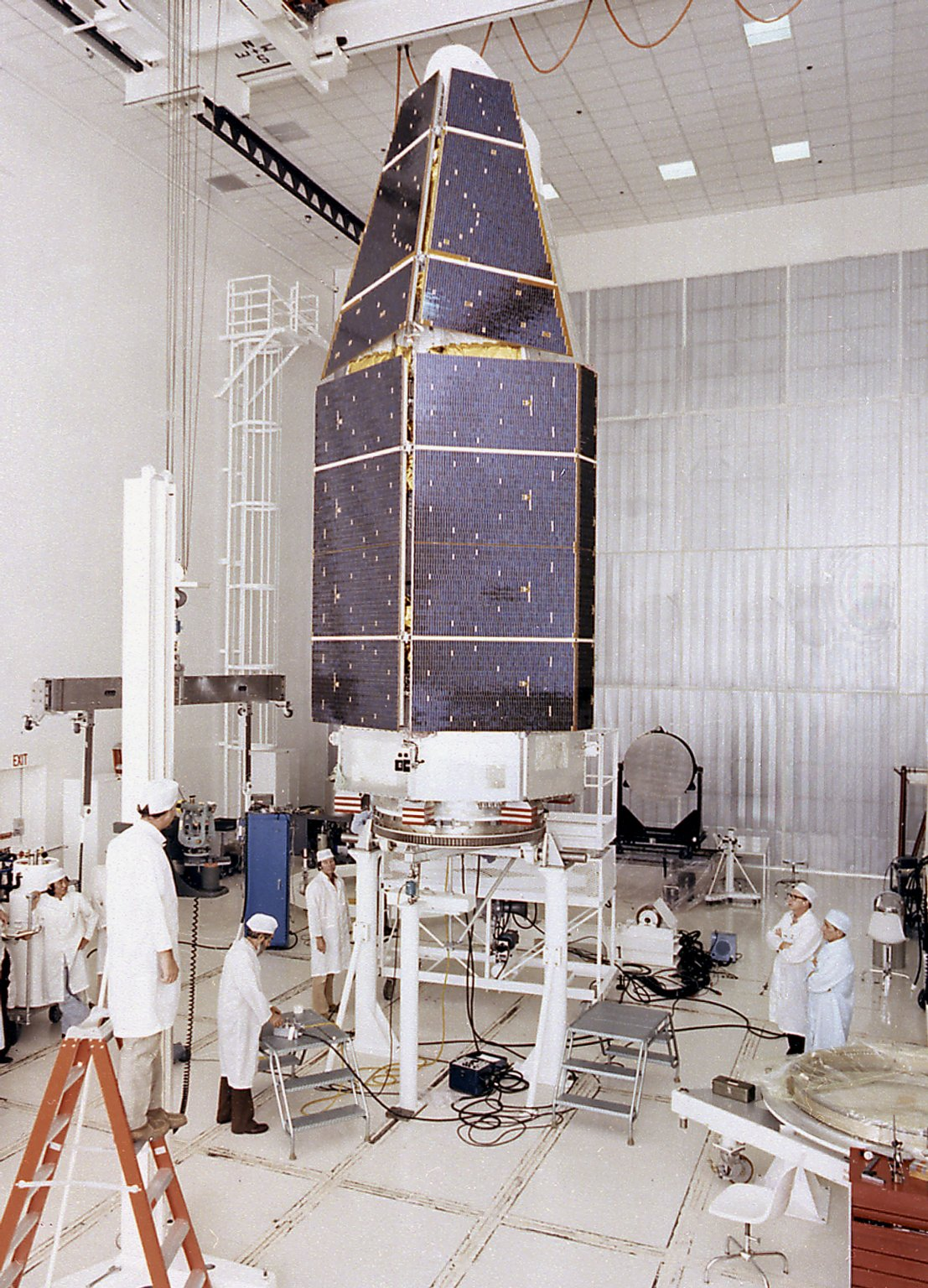
Збір HEAO-2 на TRW, Inc., головний підрядник для HEAO
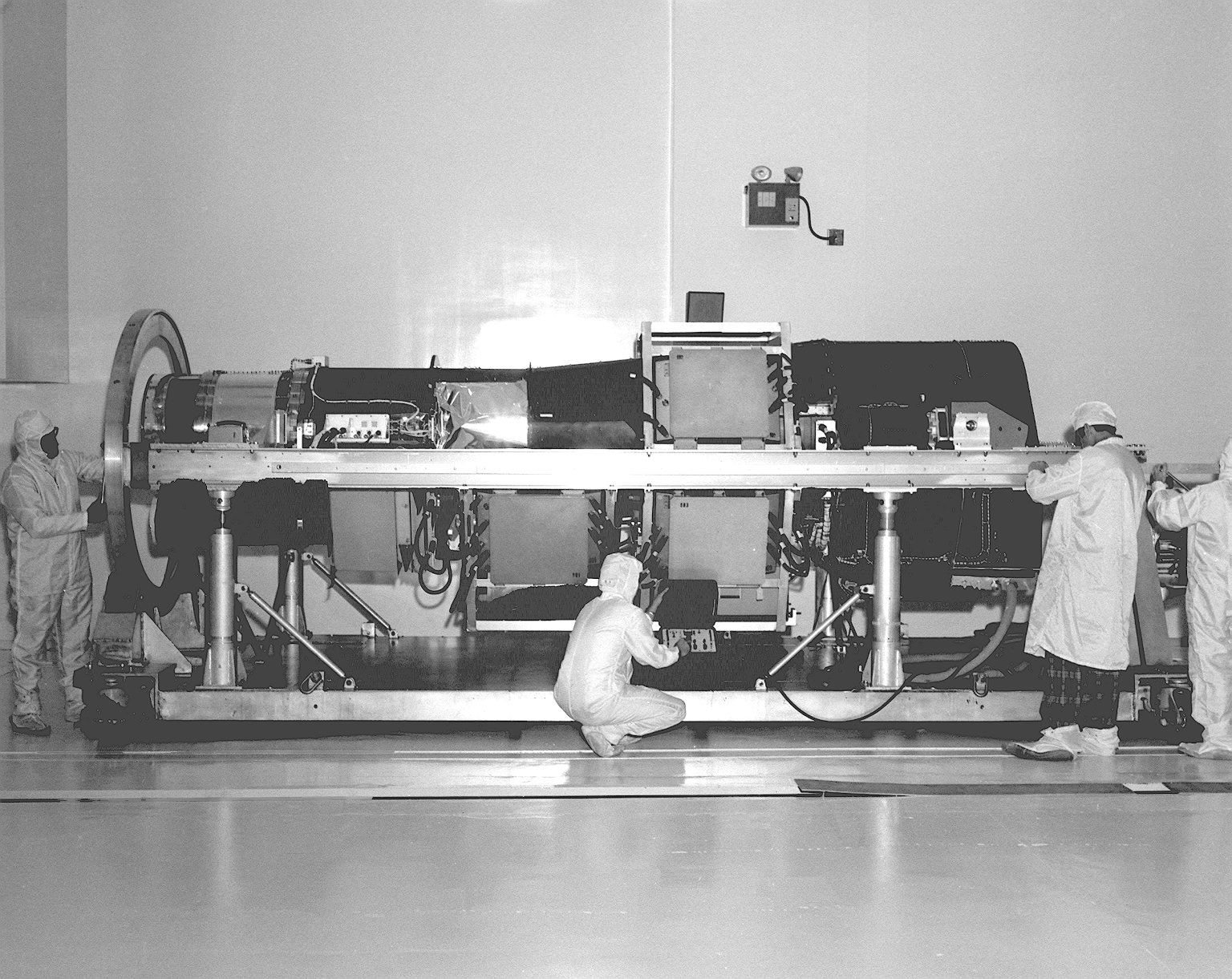
Перевірка HEAO-2 на рентгенівському калібрувальному центрі Центру космічних польотів Маршалла
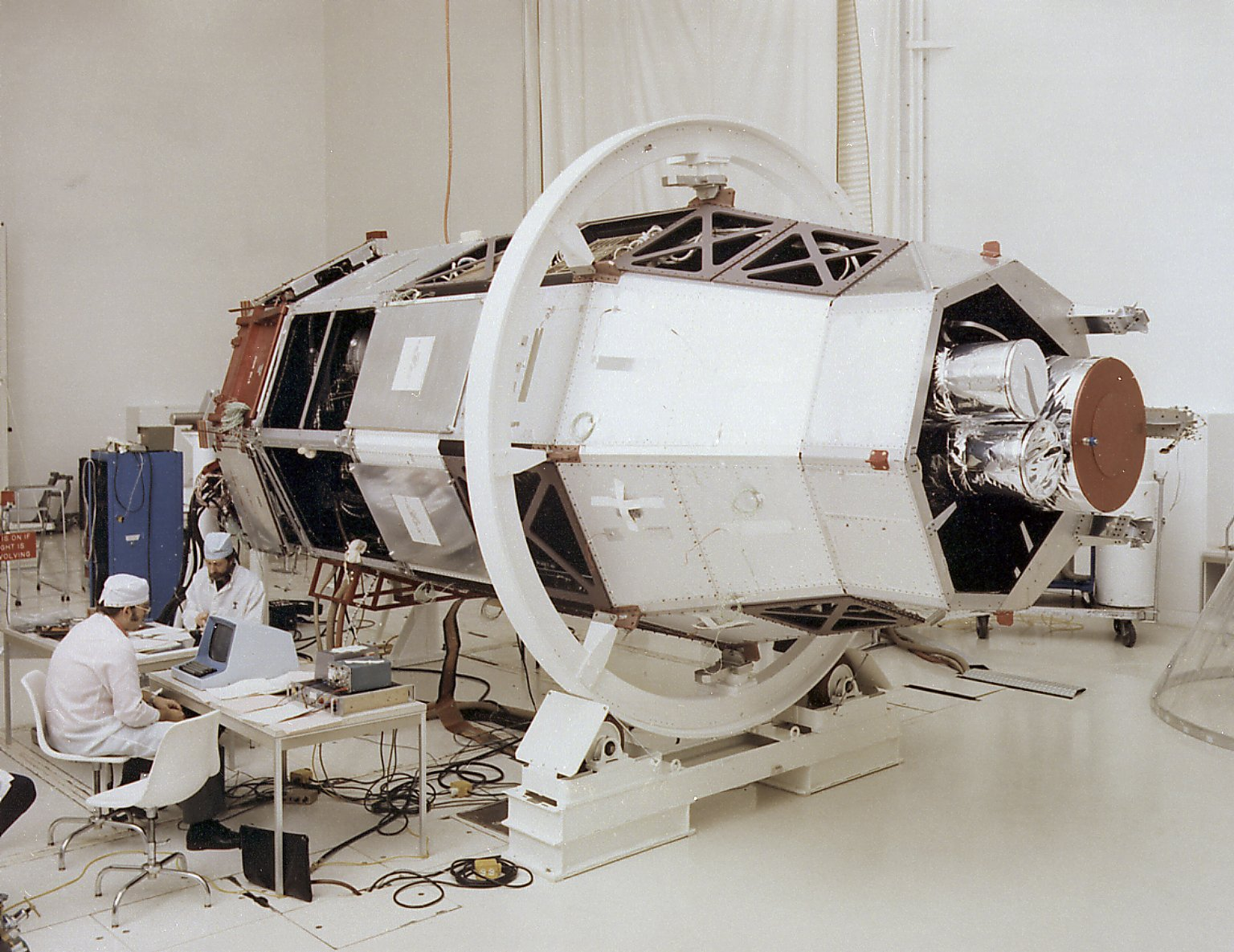
Тестування експериментального рівня HEAO-2 після інтеграції в TRW, Inc.

## Наукові результати
Обсерваторія відкрила приблизно 5 тисяч джерел рентгенівського випромінювання і була першим рентгенівським експериментом, здатним розділити зображення спостережуваних джерел. 

### Фонове випромінювання
Огляди ранніх рентгенівських астрономічних експериментів виявили рівномірний дифузний фон рентгенівського випромінювання по всьому небу. Однорідність цього фонового випромінювання вказує на те, що воно виникло за межами Чумацького Шляху. Найпопулярнішими гіпотезами є гарячий газ, рівномірно поширений у просторі, або численні віддалені точкові джерела рентгенівського випромінювання (наприклад, квазари), що змішуються разом через їх велику відстань. Спостереження з обсерваторією Ейнштейна показали, що велика частина цього фонового випромінювання походить від віддалених точкових джерел, а спостереження з пізнішими рентгенівськими експериментами підтвердили та уточнили цей висновок.

### Рентгенівське випромінювання зір
Спостереження з обсерваторією показали, що всі зорі випромінюють рентгенівські промені. Зорі головної послідовності випромінюють лише невелику частину свого загального випромінювання в рентгенівському спектрі, переважно від своєї корони, на противагу нейтронним зорям, що випромінюють дуже велику частину свого загального випромінювання в рентгенівському спектрі. Дані обсерваторії також показали, що корональне рентгенівське випромінювання зір головної послідовності сильніше, ніж очікувалося на той час.

### Скупчення галактик
Супутник Uhuru виявив рентгенівське випромінювання від гарячого тонкого газу, що пронизує віддалені скупчення галактик. Обсерваторія змогла спостерігати цей газ більш детально. Її дані показали, що утримання цього газу в цих скупченнях за допомогою сили тяжіння не можна пояснити видимою речовиною в цих скупченнях, що стало додатковим доказом для досліджень темної матерії. Спостереження обсерваторії Ейнштейна також допомогли визначити частоту скупчень неправильної форми порівняно з круглими однорідними скупченнями.

### Галактичні струмені
Обсерваторія виявила струмені рентгенівського випромінювання, що беруть свій початок в Centaurus A і M87, які були в одній площині з раніше спостережуваними струменями в радіоспектрі.

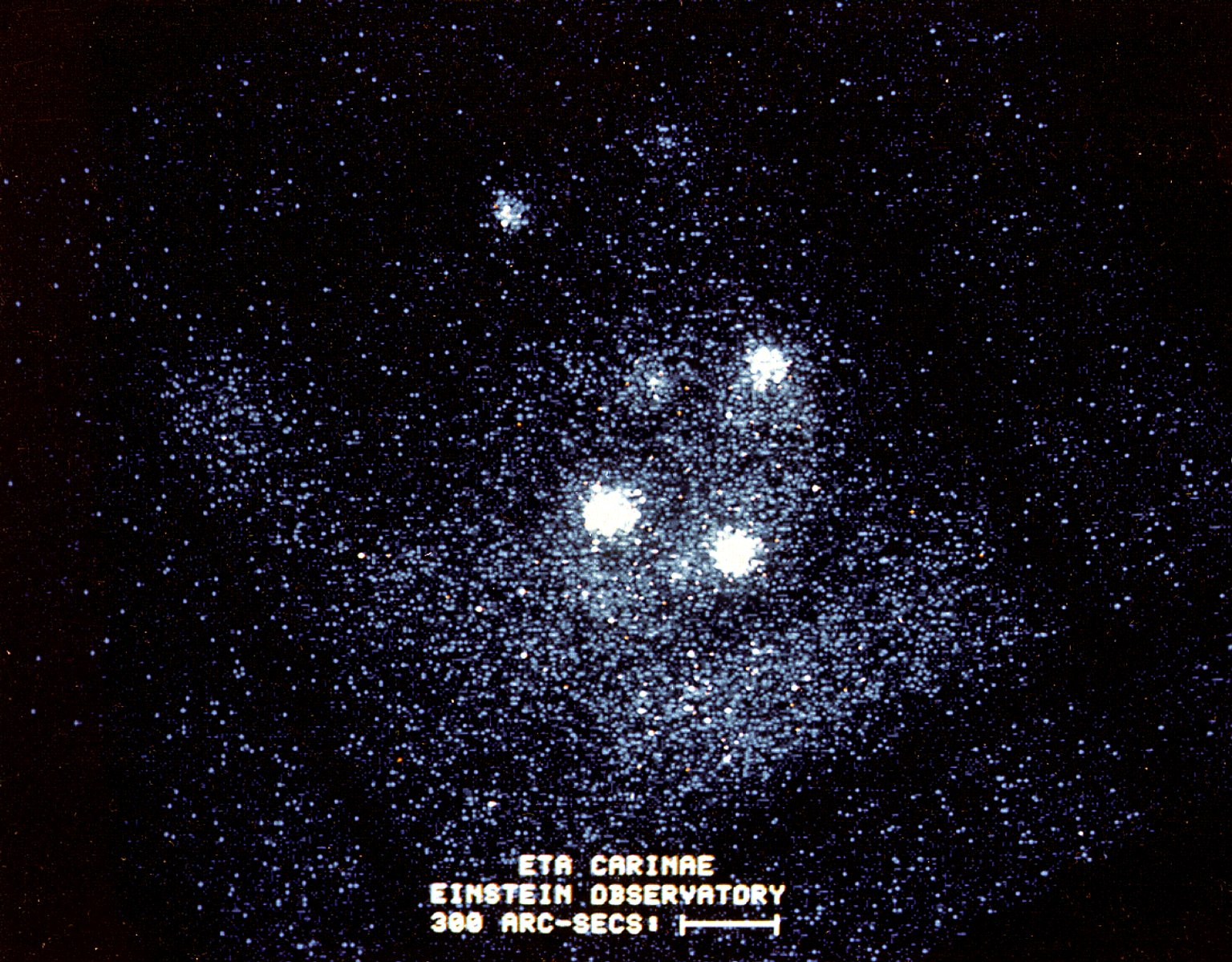
Туманність Ета Кіля
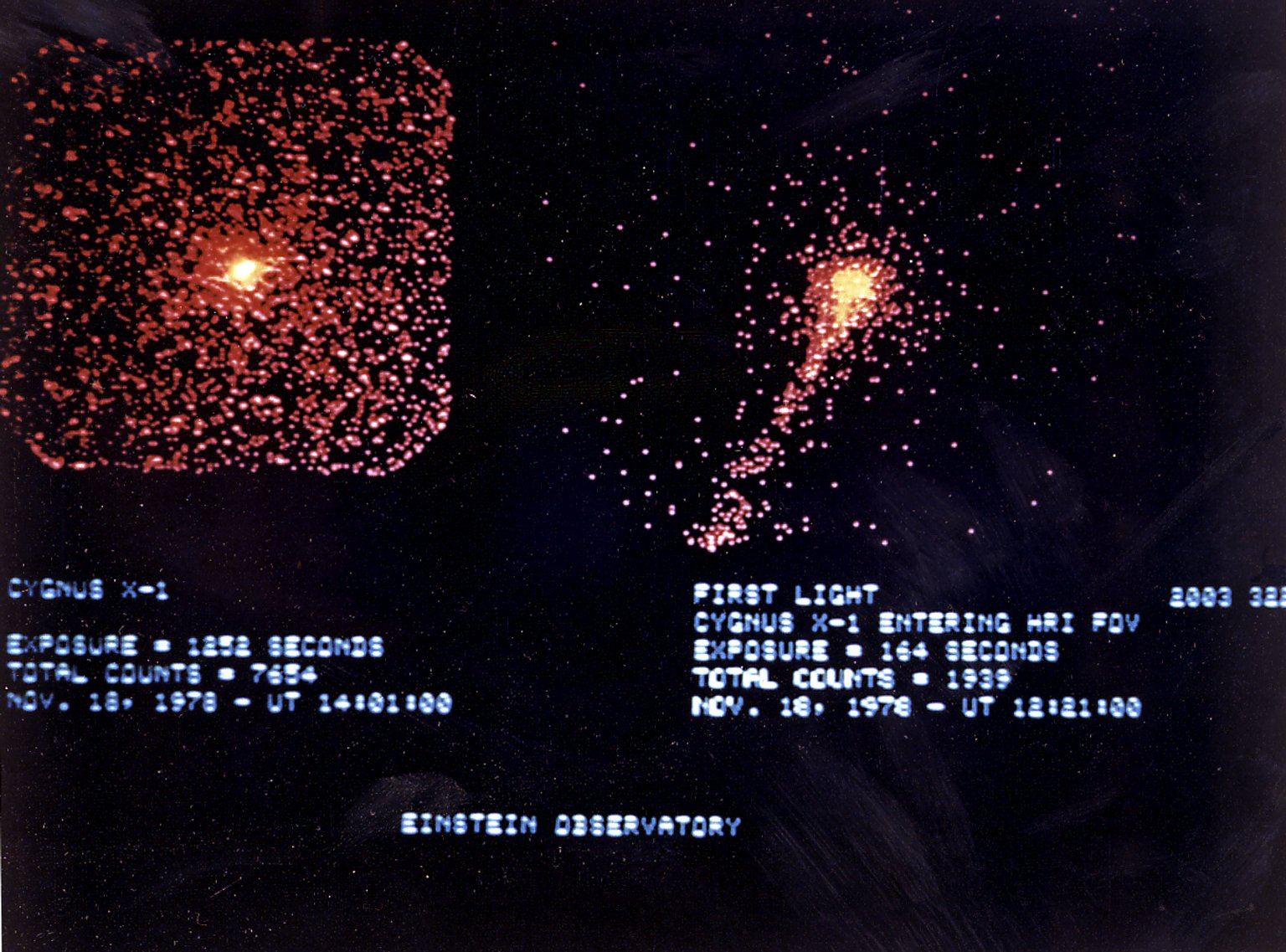
Лебідь X-1
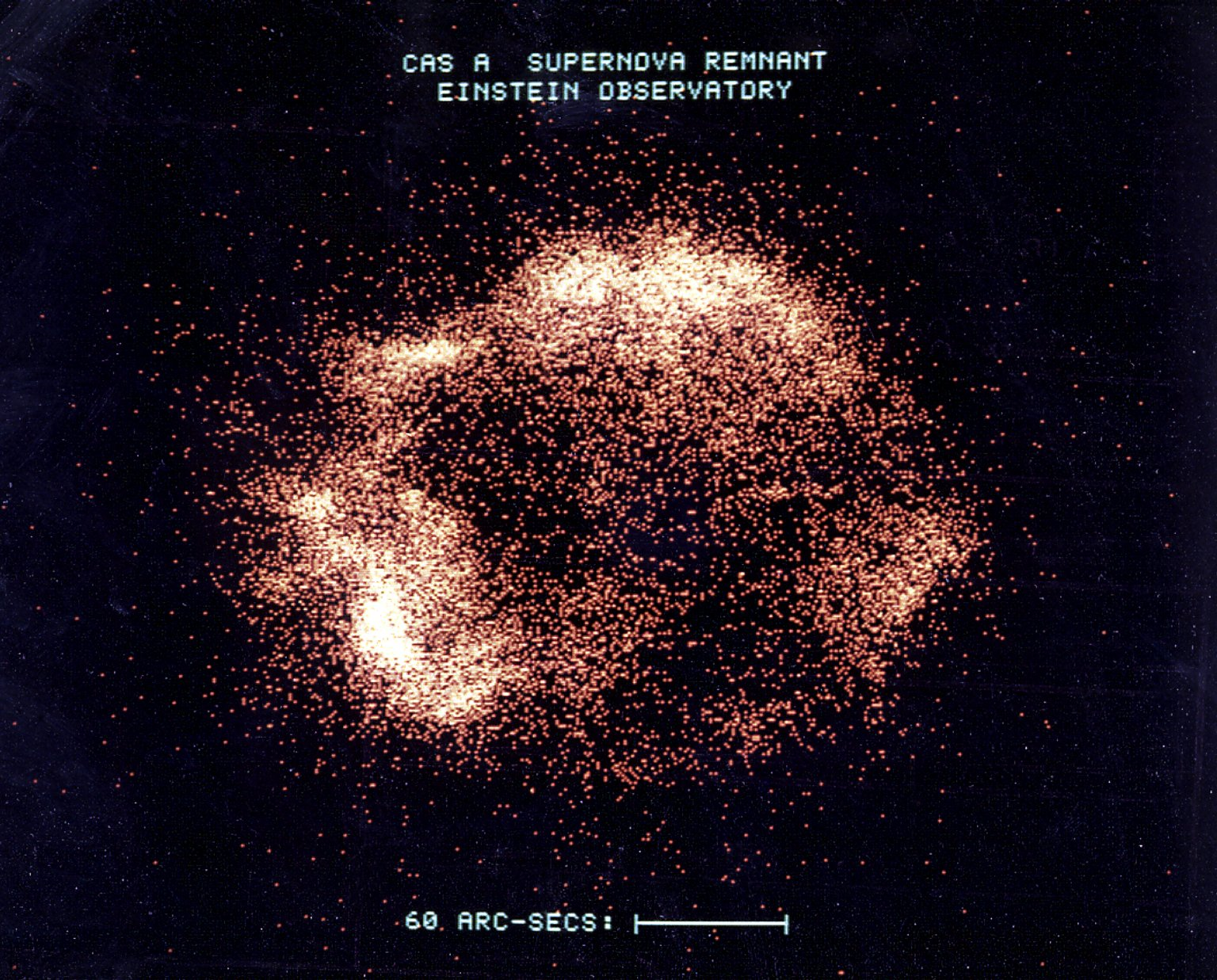
Залишок наднової Кассіопеї А